# Clara Ponsatí
Clara Ponsatí i Obiols (ur. 19 marca 1957 w Barcelonie) – hiszpańska i katalońska ekonomistka, wykładowczyni akademicka oraz polityk, w 2017 minister edukacji w Generalitat de Catalunya, posłanka do Parlamentu Europejskiego IX kadencji.

## Życiorys
W 1980 ukończyła ekonomię na Uniwersytecie Barcelońskim. W 1982 uzyskała w tej dziedzinie magisterium na Uniwersytecie Autonomicznym w Barcelonie, a w 1988 doktoryzowała się na Uniwersytecie Minnesoty. W pracy badawczej zajęła się zagadnieniami z zakresu teorii gier, negocjacji i rozwiązywania konfliktów. Pracowała jako nauczyciel akademicki m.in. na Uniwersytecie Autonomicznym w Barcelonie. Była zatrudniona w Consejo Superior de Investigaciones Científicas, hiszpańskiej wyższej radzie badań naukowych. W jej ramach w latach 2006–2012 kierowała instytutem analiz ekonomicznych, objęła stanowisko profesora tego instytutu. Wykładała też jako profesor wizytujący m.in. na Uniwersytecie w Toronto i Uniwersytecie Georgetown. W 2013 jej etat na drugiej z tych uczelni nie został odnowiony, Clara Ponsatí oceniła to jako cenzurę z uwagi na jej poglądy polityczne. Została później profesorem na University of St Andrews, gdzie w 2016 objęła funkcję dyrektora School of Economics and Finance. Powróciła też do pracy na UAB.
Związała się z ugrupowaniem Junts per Catalunya. W 2016 dołączyła do sekretariatu krajowego Assemblea Nacional Catalana, organizacji skupiającej katalońskie środowiska niepodległościowe. W lipcu 2017 została członkiem regionalnego rządu Carlesa Puigdemonta, w którym odpowiadała za sprawy edukacji. Gabinet ten został odwołany w październiku 2017 decyzją hiszpańskiego premiera po nieuznawanej przez władze centralne katalońskiej deklaracji niepodległości. Clara Ponsatí znalazła się w grupie pięciu członków rządu, którzy uniknęli tymczasowego aresztowania, wyjeżdżając z Hiszpanii do Belgii. W grudniu 2017, pozostając poza Hiszpanią, uzyskała mandat posłanki do katalońskiego parlamentu, z którego jednak zrezygnowała na początku kadencji w styczniu 2018. W Hiszpanii podjęto próby jej zatrzymania na podstawie kolejnych europejskich nakazów aresztowania. W międzyczasie powróciła do Szkocji, gdzie ponownie została profesorem na University of St Andrews.
W wyborach w 2019 z ramienia katalońskiego ugrupowania Lliures per Europa kandydowała na deputowaną do PE IX kadencji. Uzyskała mandat poselski, jednak jego objęcie zostało zawieszone do czasu brexitu. W Europarlamencie ostatecznie zasiadła w lutym 2020. W marcu 2023 powróciła do Hiszpanii, została wówczas zatrzymana na kilka godzin i wezwana na przesłuchanie.